# The Subject Was Roses
 The Subject Was Roses és una pel·lícula estatunidenca dirigida per Ulu Grosbard, adaptació de l'obra de teatre homònima de Frank D. Gilroy, estrenada el 1968.

## Argument
Mentre torna enfonsat i esgotat de la Segona Guerra Mundial, Jimmy Cleary s'enfronta de nou als problemes familiars i diversos que l'envolten.

## Producció
Va ser la primera pel·lícula dirigida per Ulu Grosbard, que havia estat nominat pel premi Tony per la seva direcció de la producció de 1964 a  Broadway de l'obra de Frank D. Gilroy. Va aplegar membres del repartiment original com Jack Albertson i Martin Sheen o John i Timmy Cleary; Patricia Neal va reemplaçar Irene Dailey en el paper de Nettie.
La pel·lícula era una significativa tornada per Neal, que es recuperava d'un cop que havia patit tres anys abans i no  havia aparegut a la pantalla des de Dins la manera del mal el 1965. Durant el rodatge, l'actriu estava afectada de problemes de memòria i limitacions físiques que va lluitar per vèncer, i en la seva autobiografia As I Am, va descriure l'experiència de la seva carrera que la va convèncer que encara era una bona actriu. Ella també va parlar de l'esforç per memoritzar un monòleg de cinc pàgines, que amb seu orgull va fer amb èxit.
La pel·lícula va ser rodada en exteriors a la Ciutat de Nova York, Spring Lake, Nova Jersey, i Belmar, Nova Jersey (el club Belmar).
La banda sonora inclou "Who Knows Where the Time Goes?" (escrit per Sandy Denny) i "Albatros," ambdós interpretats per Judy Collins (que va escriure l'última cançó)

## Rebuda de la crítica
Vincent Canby del New York Times va parlar de la pel·lícula com "un d'aquells... drames domèstics de classe mitjana en que — per diverses raons — el temps  ha passat ... L'obra ha estat portada a la pantalla amb fidelitat plana, fatal per Gilroy. .. El què és pitjor, Grosbard ha retingut el ritme de Broadwayritme, cosa que  és particularment evident en les actuacions d'Albertson i Sheen. .. "
Roger Ebert del Chicago Sun-Times pensa del film de Gilroy com una "obra extraordinària. .. Ha estat filmat amb la cura més gran, però falla com a pel·lícula. És difícil de dir exactament per què. Hi ha  evidentment alguna cosa que funciona malament.... Alguna cosa va faltar." Va afegir, " part del problema és amb els actors, penso ..."
Variety diu "mostra una gamma ampla d'emocions humanes, sense recórrer a diàlegs o sensacionalisme barat. la perspicaç direcció de Grosbard  manté la polèmica i xerren i xerren fins a  esdevenir histriònics."

## Repartiment
- Patricia Neal: Nettie Cleary
- Jack Albertson: John Cleary
- Martin Sheen: Timmy Cleary
- Don Saxon: Manager del nightclub
- Grant Gordon: Home al nightclub

## Premis i nominacions

### Premis
- 1969: Oscar al millor actor secundari per Jack Albertson

### Nominacions
- 1969: Oscar a la millor actriu per Patricia Neal
- 1969: Globus d'Or al millor actor secundari per Martin Sheen